# Ironman UK
Der Ironman UK war eine von 2005 bis 2023 jährlich im Juli oder August stattfindende Triathlon-Sportveranstaltung über die Ironman-Distanz (3,86 km Schwimmen, 180,2 km Radfahren und 42,195 km Laufen) in Bolton in Großbritannien.

## Organisation
Bereits 1991 und 1992 war in Großbritannien beim „Ironbridge Triathlon“ über die Mitteldistanz in Shropshire eine Qualifikation für den Ironman Hawaii möglich gewesen, später mussten Briten, um an der Geburtsstätte der Marke starten zu können, sich wieder außerhalb Großbritanniens qualifizieren.
Am 9. September 2001 veranstaltete BIG Triathlon Ltd. erstmals unter Lizenz der WTC den Bluesure Half Ironman Triathlon Llanberis UK in Llanberis (Wales), wobei 30 Qualifikationsplätze für den Ironman Hawaii 2002 und mit insgesamt 25.000 US-Dollar die höchste Preisgeldsumme in der Geschichte des britischen Triathlons angeboten wurden.
Die Veranstaltung wurde zwar vom britischen Triathlonverband als „Event of the Year“ ausgezeichnet, nach der Veranstaltung wurde aber von hohen Verlusten des Veranstalters berichtet, die Internetseite verschwand und es gab auch Monate später noch keine Anmeldemöglichkeit. Die WTC annullierte den Lizenzvertrag und schloss einen neuen mit „Worldmasters Marketing“ ab, die die Veranstaltung mit gleichem Konzept am 8. September 2002 mit 30 Qualifikationsplätzen für Hawaii 2003 und 25.000 US-Dollar Preisgeld durchführten. Als Ziel wurde angekündigt, die Veranstaltung zu einer über die volle Ironman-Distanz auszubauen.
2003 wurde der Veranstaltungsort – nach Angaben der WTC aufgrund einer Umfrage unter Teilnehmern – dann von Wales nach Sherborne in Südengland verlegt. Ron Thorne löste Ron Bell als Racedirector ab. 2005 wurden die Streckenlängen des Half Ironman UK in Sherborne dann verdoppelt und die Veranstaltung ab dem 21. August 2005 unter dem Namen Ironman UK fortgeführt. 2009 wurde der Austragungsort 400 km nördlich nach Bolton bei Manchester verlegt. Dieses Rennen gewann der erst 20-jährige Brite Philip Graves als bislang jüngster Sieger – bei seinem ersten Start über die Ironman-Distanz.
Der Ironman UK war Teil der Ironman-Weltserie der World Triathlon Corporation. Amateure hatten die Möglichkeit, sich über vierzig hier vergebene Qualifikationsplätze für die Ironman World Championship beim Ironman Hawaii zu qualifizieren. Profi-Triathleten, die um das Preisgeld von insgesamt 50.000 US-Dollar in Bolton kämpften, konnten über das Kona Pro Ranking System Punkte für eine Qualifikation zum Ironman Hawaii sammeln. Die Sieger in Bolton erhielten 2000 Punkte, weitere Platzierte eine entsprechend reduzierte Punktzahl. Am meisten Punkte gibt es auf Hawaii (8000), danach folgen u. a. der Ironman Germany (Frankfurt) und der Ironman Texas (4000). Andere Ironman-Rennen über die volle Distanz vergeben entweder 1000 oder 2000 Punkte für einen Sieg.
Die zehnte Austragung in Bolton war hier am 15. Juli 2018. Aufgrund von Waldbränden in der Region musste die Radstrecke von 112 auf 95 Meilen verkürzt werden.

## Streckenverlauf
- Das Schwimmen über 3,86 km (2,4 Meilen) findet seit 2010 in Wigan statt.[9]
- Die Radstrecke über 180,2 km (112 Meilen) geht über einen zweimal zu absolvierenden Rundkurs. Den Rekord auf der Radstrecke bei den Frauen erzielte im Juli 2011 die Deutsche Diana Riesler mit 5:25:56 Stunden.
- Die Laufstrecke über die Marathondistanz verläuft hier über einen dreimal zu absolvierenden Rundkurs.

Den Streckenrekord erzielte 2011 der Australier Aaron Farlow mit seiner Siegerzeit von 8:24:34 h.

## Siegerliste

### Ironman UK in Bolton
| Datum/Jahr      | Männer                | Männer                | Männer            | Frauen                | Frauen                | Frauen           |
| Datum/Jahr      | Erster Platz          | Zweiter Platz         | Dritter Platz     | Erster Platz          | Zweiter Platz         | Dritter Platz    |
| --------------- | --------------------- | --------------------- | ----------------- | --------------------- | --------------------- | ---------------- |
| 2. Juli 2023    | Tom Rigby             | Dan Elliot            | Daniel McParland  | Erica Booth           | Helen O'Neile         | Lara Franklin    |
| 3. Juli 2022    | George Martindale     | Jack Schofield        | Daniel McParland  | Dee Allen             | Heleen bij de Vaate   | Rachel Breslin   |
| 4. Juli 2021    | Joe Skipper -2-       | Sam Laidlow           | Léon Chevalier    | Katrina Matthews      | Nikki Bartlett        | Chantal Cummings |
| 14. Juli 2019   | Brian William Fogarty | Francesco Masciarelli | Lukas Siska       | Emma Wardall          | Kelly Warrington      | Emily Freeman    |
| 15. Juli 2018 1 | Joe Skipper           | Marc Dülsen           | Fabian Rahn 1     | Lucy Gossage -5-      | Camilla Lindholm Borg | Angela Naeth     |
| 16. Juli 2017   | Cyril Viennot -2-     | Will Clarke           | Kirill Kotšegarov | Lucy Gossage -4-      | Diana Riesler         | Nikki Bartlett   |
| 17. Juli 2016   | Kirill Kotšegarov     | Markus Thomschke      | Andrej Vistica    | Lucy Gossage -3- (SR) | Tine Deckers          | Katja Konschak   |
| 19. Juli 2015   | David McNamee         | Fraser Cartmell       | Joe Skipper       | Lucy Gossage -2-      | Caroline Livesey      | Alice Hector     |
| 20. Juli 2014   | Cyril Viennot         | Joe Skipper           | Kirill Kotšegarov | Tamsin Lewis          | Katja Konschak        | Joanna Carritt   |
| 4. Aug. 2013    | Daniel Halksworth -2- | Stephen Bayliss       | Joe Skipper       | Lucy Gossage          | Joanna Carritt        | Amy Forshaw      |
| 22. Juli 2012   | Daniel Halksworth     | Fraser Cartmell       | Paul Hawkins      | Eimear Mullan         | Amanda Stevens        | Annett Kamenz    |
| 31. Juli 2011   | Aaron Farlow (SR)     | Romain Guillaume      | Nick Saunders     | Kristin Möller        | Diana Riesler         | Yvette Grice     |
| 1. Aug. 2010    | Fraser Cartmell       | Stephen Bayliss       | Axel Zeebroek     | Yvette Grice          | Bella Bayliss         | Joanna Carritt   |
| 2. Aug. 2009    | Philip Graves         | Stephen Bayliss       | Jarmo Hast        | Bella Bayliss -3-     | Abigail Bayley        | Irene Kinnegim   |

### Ironman UK in Sherborne
| Datum/Jahr    | Männer          | Männer           | Männer              | Frauen              | Frauen           | Frauen            |
| Datum/Jahr    | Erster Platz    | Zweiter Platz    | Dritter Platz       | Erster Platz        | Zweiter Platz    | Dritter Platz     |
| ------------- | --------------- | ---------------- | ------------------- | ------------------- | ---------------- | ----------------- |
| 7. Sep. 2008  | Stephen Bayliss | Scott Neyedli    | Andreas di Bernardo | Bella Comerford -2- | Heike Funk       | Susanne Buckenlei |
| 19. Aug. 2007 | Scott Neyedli   | Stephen Bayliss  | Jimmy Johnsen       | Bella Comerford     | Hillary Biscay   | Nicole Klingler   |
| 20. Aug. 2006 | Frank Heldoorn  | Clas Björling    | Jim Beuselinck      | Dede Griesbauer     | Nicole Klingler  | Kristy Gough      |
| 22. Aug. 2005 | Bryan Rhodes    | François Chabaud | Olaf Sabatschus     | Rebecca Preston     | Katja Schumacher | Bella Comerford   |

Ergebnisse von 2001 bis 2004 in Sherborne und Llanberis siehe UK Ironman 70.3